# Нимруд
Нимруд је антички асирски град, који се налазио јужно од Ниниве на реци Тигрис. Град је покривао 16 квадратних миља. Рушевине града, које се налазе у данашњем Ираку, око 30 километара од Мосула су уништене булдожерима од стране припадника Исламске државе. 

## Историја
У античка времена град се звао Калху. Арапи су град назвали Нимруд према легендарном краљу Нимроду. 
Нимруд је идентификован као стари библијски град Калах. Асиријски краљ Шалманасар I је изградио Нимруд, који је постојао хиљаду година. Нимруд је постао главни град у 13. веку пре Христа. Град је постао славан у време краља Ашурнасирпала II око 880. п. н. е. Ашурнасирпал II је поново Нимруд прогласио престолницом. Изградио је велике палате и храмове на месту где је ранији град био претворен у рушевину. 
Велика церемонија отварања са свечаношћу и банкетом 879. п. н. е. описана је на једној стели, која је пронађена током археолошких истраживања. У граду краља Ашурнасирпала живело је око 100.000 становника. Нимруд је имао ботаничке баште и зоолошки врт. Ашурнасирпалов наследник Шалманасар III (858-824. п. н. е.) изградио је велики споменик познат као Велики Зигурат и уз њега храм. Палата је рестаурирана као музеј и једна је од две сачуване асиријске палате. Друга очувана палата је Сенахерибова у Ниниви.
Калах је био асиријска престолница до 710. п. н. е, када су Корсабад, па Нинива постали главни градови. Након тога остао је велики центар са краљевским палатама, све док није потпуно разорен 612. п. н. е. Асирија је тада била нападнута од Међана и Вавилонаца.

## Археологија
Антички Нимруд је најпре истраживао Хенри Аустен Лајард од 1845. до 1851. Сматрао је да се ради о дистрикту урбаног подручја Ниниве. Због тога се у раним књигама о Нимруду пише као о Ниниви. Велика ископавања је предводио Хормузд Расам (1853-54 и 1877-79), В. К. Лофтус (1854-55), Џорџ Смит (1873), Макс Малован (1949 - 1957), Дејвид Оатс (1958 - 1962), Јулиан Орхард (1963), Директорат за антиквитете Републике Ирак (1956, 1959-60, 1969-78, 1982-92), Јануш Мезински (1974-76), Паоло Фиорина (1987-89) и Џон Кертис (1989). 
Ископавањима су откривени значајни барељефи, слоновача и скулптуре. Статуа Ашурнасирпала II била је у одличном стању, као и колосални крилати лавови са људском главом, који су чували улаз у палату. Велики број натписа о краљу Ашурнасипалу II омогућило је да се о његовој владавини сазна много више него за било кога владара његова доба. Делови налазишта су идентификовани као храмови Нинурте и Енлила, грађевина, које су биле посвећене Набуу, богу уметности и писања. Утврђено је и постојање великих утврђења.
Нађене је место где су биле палате Ашурнасирпала II, Шалманасара III и Тиглат Пилесера III. Лајард је 1846. открио чувени црни обелиск Шалманасара III. Обелиск је био висок шест и по стопа и споменик је победоносног похода краља Шалманасара III током 859-824. п. н. е. На врху има облик храма, а завршава са три степенице. На једном панелу Израелити предвођени краљем Јехуом од Израела плаћају данак и клањају се краљу Шалманасару III. Клинастим писмом је написано „Јеху син Омрија“ и спомињу се дарови у злату, сребру, олову и стрелама.
Тада је ископано благо Нимруда, а ту је била колекција од 613 комада златног анакита и драгог камења. Благо Нимруда је преживело период велике пљачке археолошког блага у Ираку 2003. Преживело је јер се 12 година налазило у сефу, па је поново откривено 5. јуна 2003.

## Уништење
Почетком марта 2015. године терористи организације ИСИЛ опљачкали су и булдожерима сравнили са земљом археолошке остатке овог града, што је оцењено као антицивилизацијски чин.

## Галерија
- Крилати лав са људском главом, чувар врата из Нимруда, Британски музеј
- Стела из Нимруда